# Wilhelm Ros
Olof Wilhelm Fredrik Ros, född 25 november 1902 i Västra Eds församling, Kalmar län, död 21 oktober 1998, var en svensk jägmästare. Han var far till Christina Jonung.
Ros, som var son till överste Gustaf Ros och Elin Reuterswärd, utexaminerades som jägmästare 1926. Han var anställd av Korsnäs Sågverks AB 1926–1932, skogsvårdsstyrelsen i Blekinge län 1932–1936, sekreterare i Skogsägareföreningen 1932–1936, biträdande länsjägmästare i Kronobergs län 1936–1942, länsjägmästare i Malmöhus län 1942–1948 och i Kronobergs län 1948–1969. 
Han var bland annat var sekreterare i Sveriges skogsvårdsstyrelsers förbunds- och förtroenderåd 1956–1968, vice ordförande i länsarbetsnämnden i Kronobergs län 1954–1972, ledamot av lokalstyrelsen för Skandinaviska Banken i Växjö 1956–1972, av styrelsen för Smålands museum, sekreterare och verkställande ledamot i Rappe–von Schmiterlöwska forskningsstiftelsen 1959–1981, ordförande i Sveriges jägmästares och forstmästares riksförbund och dess Fortbildnings AB 1960–1969, blev hedersledamot i nämnda förbund 1970, var ordförande i Svenska Rotaryrådet 1960–1961, ledamot av Rotarys Europaråd 1961 och av SACO/SR:s äldre råd 1971–1985. Han invaldes som ledamot av Kungliga Skogs- och Lantbruksakademien 1964. Han skrev artiklar i fack- och dagspress samt var medarbetare i Boken om Småland (1953), Svensk skog i enskild ägo (1963), Sveriges bebyggelse (1966) och Det gamla odlingslandskapet (1984).